# Donneville
Donneville este o comună în departamentul Haute-Garonne din sudul Franței. În 2009 avea o populație de 1.036 de locuitori.

## Evoluția populației
| An        | 1975 | 1982 | 1990 | 1999 | 2006  | 2009  |
| --------- | ---- | ---- | ---- | ---- | ----- | ----- |
| Populație | 378  | 615  | 682  | 781  | 1.037 | 1.036 |